# Farooqabad
Farooqabad ou anciennement Chuharkana (en ourdou : فارُوق آباد) est une ville pakistanaise, située dans le district de Shekhupura, dans le nord de la province du Pendjab.
La ville se situe à seulement cinquante kilomètres à l'ouest Lahore. Elle est située sur la ligne de chemin de fer entre Lahore et Faisalabad. Majoritairement musulmane sunnite, la ville héberge aussi des minorités chiites et chrétiennes. Durant la partition des Indes, d'énormes minorités hindoue et sikhe ont quitté la ville pour rejoindre l'Inde, et ont été remplacées par des immigrés musulmans venant d'Inde.
La population de la ville a été multipliée par plus de cinq entre 1972 et 2017 selon les recensements officiels, passant de 15 146 habitants à 77 706. Entre 1998 et 2017, la croissance annuelle moyenne s'affiche à 1,5 %, inférieure à la moyenne nationale de 2,4 %. En 2023, la population de la ville monte à 109 717 habitants.
|            | 1972 (rec.) | 1981 (rec.) | 1998 (rec.) | 2017 (rec.) | 2023 (rec.) |
| ---------- | ----------- | ----------- | ----------- | ----------- | ----------- |
| Population | 15 146      | 34 995      | 59 015      | 77 706      | 109 717     |